# Higia

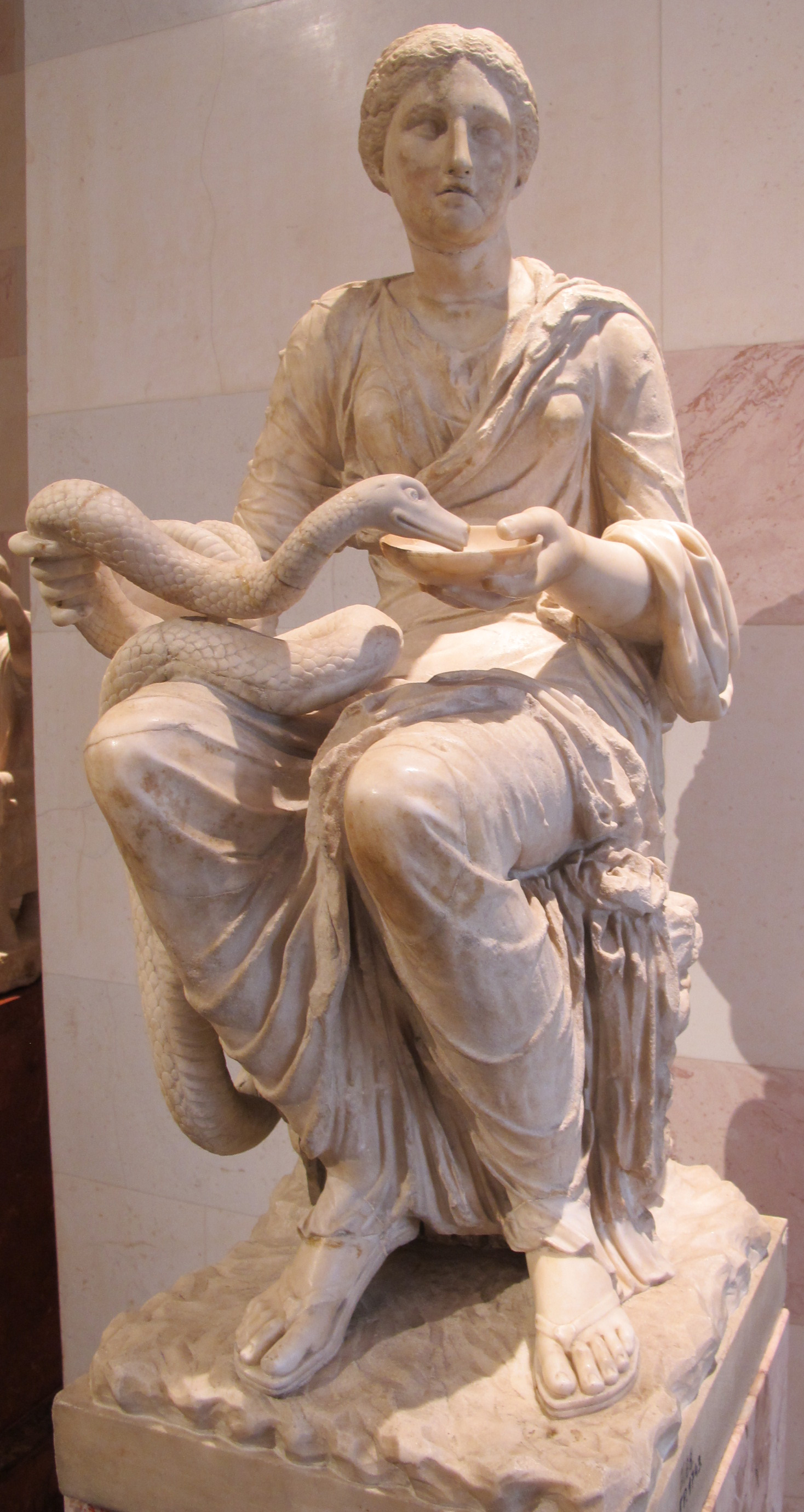

Cupa Higeei cu şarpele lui Esculap, emblema farmaciilor

Higia (Hygiea) sau Higeea era zeița sănătății și curățeniei în mitologia greacă, fiind fiica (sau, după o altă versiune, soția) lui Esculap, zeul medicinei și soției sale Epione. Cuvântul igienă este derivat din numele său. Higia este reprezentată adesea cu un șarpe (șarpele lui Esculap) încolăcit în jurul corpului și ținând în mână o cupă din care bea șarpele, Cupa Higiei cu șarpele încolăcit a devenit simbolul farmaciilor și produselor farmaceutice. 
Higia învăța oamenii cum să trăiască sănătos, în timp ce sora sa, Panaceea, zeița vindecării, se îngrijea de ei cu ajutorul leacurilor și simboliza medicina curativă. Higia veghea asupra stării de sănătate a animalelor și a oamenilor, prevenea bolile, alinând sau vindecând suferința și durerea. Ea a arătat  rolul alimentației sănătoase în prevenirea bolilor și a înființat băi publice încurajând oamenii să le frecventeze. În cinstea ei au fost ridicate temple în Epidaur, Corint și Cos.
În mitologia romană, Salus,  zeiță protectoare și personificare a sănătății și prosperității, este adesea identificată cu Higia, din mitologia greacă.